# توم ليتل
توم ليتل (بالإنجليزية: Tom Little)‏ هو صحفي أمريكي، ولد في 27 سبتمبر 1898، وتوفي في 20 يونيو 1972.